# Шервани
Шервани (хинди शेरवानी; урду شیروانی‎‎ бенг. শেরওয়ানি) — длинное мужское полупальто или пиджак, одежда в странах Южной Азии (Афганистан, Бангладеш, Бутан, Индия, Непал, Мальдивы, Пакистан, Шри-Ланка). Традиционно ассоциируется с аристократией из Индии. Шьется из плотной костюмной ткани, имеется подкладка.
Одежда шервани возникла в Британской Индии в XVIII веке как сочетание индо-персидского «chapkan» и «chogha» с британским сюртуком.

## Этимология
Слово Шерван относится к одежде народов Ширвана в Южно-Кавказском регионе (часть современной территории Азербайджана). Культура этого региона оказала значительное влияние на искусство и культуру Могольского императорского двора в Южной Азии.

## История
Шервани в странах Южной Азии эволюционировали от декоративного внешнего-пальто, известного как чога, который свободно надевается поверх «ачкан», как часть придворного костюма знати и членов королевской семьи из Моголов. Разница между шервани и ачкан в том, что шерван имеет передний вырез, а ачкан — боковой. В конце девятнадцатого века шервани эволюционировали в более крепкие сюртуки, носимые как верхняя одежда, и стали повседневной одеждой в XX веке. Для мусульман шервани стал символом мусульманской знати.

### Пакистан
Мухаммед Али Джинна, основатель Пакистана, часто носил шервани после того, как Пакистан добился независимости и превратил их в национальную одежду Пакистана. По его словам, он имел более 200 сшитых на заказ костюмов, которые он носил с сильно накрахмаленной рубашкой со съемными воротниками. В последние годы жизни его видели в основном в шервани и каракулевой шляпе.
Вслед за ним большинство правительственных чиновников в Пакистане, таких как президент и премьер-министр, начало носить формальный черный шервани в торжественных случаях и в дни национальных праздников. Пакистанский физик-теоретик Абдус Салам появился в черном шервани при получении Нобелевской премии на банкете в Стокгольме.
Кроме того, стало почти привычным для женихов надевать шервани на свою свадьбу. Свадебный шервани имеет, как правило, вышитый воротник. Одной из основных особенностей ношения шервани в Пакистане заключается в том, что пакистанцы очень редко носят его с узкими брюками чуридар, предпочитая шаровары.
В Пакистане все более популярными становятся шервани для женщин.

### Другие страны
В Индии шервани, как правило, надевают для официальных приемов зимой. Это относится чаще к жителям Раджастхана, Уттар-Прадеш и Хайдарабада.
Асаф Джах VII, последний низам Хайдарабада и богатейший человек того времени, чьё состояние в начале 1940-х годов оценивалось в 2 млрд $, всегда носил шервани.
В Бенгалии (Бангладеш и Западной Бенгалии) шервани носят на официальных мероприятиях и свадьбах.
На Шри-Ланке шервани носили как мундир во времена британского колониального периода. Дипломатическая служба обязана была его использовать для официальных мероприятий за рубежом.

## Современные шервани
Шервани часто носят индийские, пакистанские и бангладешские женихи в качестве свадебного наряда. На свадьбу шервани украшают вышивкой или узорами.
Шервани использовали экипажи компании British Airways, обслуживающие авиационные рейсы в Южную Азию.
Индийский кинокомпозитор, певец и музыкальный продюсер А. Р. Рахман появился в черном шервани на получении премии Оскар.